# پوند بر اینچ مربع

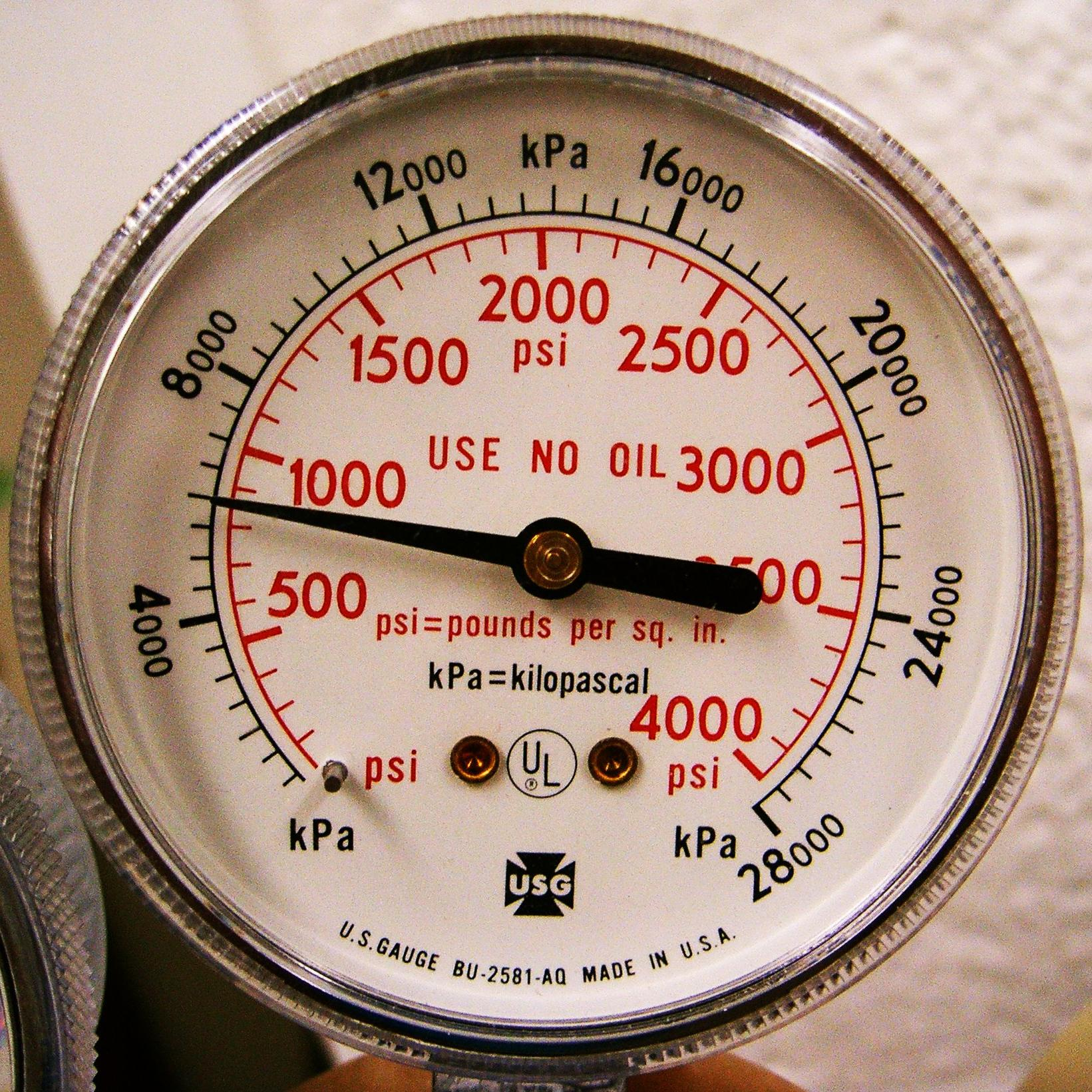
عکسی از پوند بر اینچ

پوند بر اینچ مربع یا به عبارت دقیق‌تر پوند (نیرو) بر اینچ مربع، (با نماد ‎ psi یا lbf/in۲ یا lbf/in۲ یا lbf/sq in یا lbf/sq in‎) یکی از یکاهای فشار یا تنش، بر پایهٔ یکاهای آوردپویز (به انگلیسی: Avoirdupois) است و به فشار حاصل از نیروی یک پوندی بر سطح یک اینچ مربع گفته می‌شود. هر پوند بر اینچ مربع تقریباً برابر ۶۸۹۴٫۷۵۷ پاسکال است.
جهت تست لوله‌های گاز واحدهای مسکونی و تجاری و صنعتی می‌بایست لوله‌ها تا فشار 10psi را تحمل کنند و شاه‌لوله‌های اصلی گاز باید تا فشار 40PSI را دوام بیاورند.

## دامنه
- فشار خون - میانگین فشار خون انسان (120/80): 2.32psi/1.55psi
- افزایش فشار ارائه‌شده توسط توربوشارژر خودرو (معمولا): Pg = 6–15psi
- فشار هوا در سطح دریا (استاندارد): Pa = 14.7 psi
- اختلاف‌فشار تایر خودرو (معمولا: Pg = 32 psi
- اختلاف‌فشار تایر دوچرخه: Pg = 65 psi
- ابزارهای بادی کارگاه‌ها یا گاراژها: Pg = 90 psi
- اختلاف‌فشار ذخیرهٔ ترمز بادی راه‌آهن یا ترمز بادی وسائل نقلیه:90 psi ≤ Pg ≤ 120 psi
- اختلاف‌فشار تایر دوچرخه‌های مسابقهٔ جاده‌ای: Pg = 120 psi
- لولهٔ آتش دیگ بخار لوکوموتیو (انگلستان در قرن ۲۰ام): 150 psi ≤ Pg ≤ 280 psi
- پسر بزرگ اتحادیه اقیانوس آرام (نام یکی از لوکوموتیوهای بخار راه‌آهن اتحادیه اقیانوس آرام): 300 psi
- گاز طبیعی: 800 to 1000 psi
- اسکابا (SCBA): 2216 psi
- اختلاف‌فشار تانک پر اسکوبا (معمول): Pg = 3000 psi
- فشار هیدرولیک هواپیمای مسافربری تجاری: 3000 psi
- سامانهٔ هیدرولیک ایرباس آ-۳۸۰: 5000 psi
- ماشین‌کاری با جت آبی:40,000–100,000 psi
- مدول یانگ برای فولاد: 30 Mpsi or 30,000,000 psi

## تبدیل
|        | پاسکال (Pa) | بار (bar)     | اتمسفر فنی (at) | اتمسفر (atm) | تور (Torr)         | پوند بر اینچ مربع (psi) |
| ------ | ----------- | ------------- | --------------- | ------------ | ------------------ | ----------------------- |
| 1 Pa   | ≡ 1 N/m2    | 10−5          | 1.0197×10−5     | 9.8692×10−6  | 7.5006×10−3        | 145.04×10−6             |
| 1 bar  | 100,000     | ≡ 106 dyn/cm2 | 1.0197          | 0.98692      | 750.06             | 14.504                  |
| 1 at   | 98,066.5    | 0.980665      | ≡ 1 kgf/cm2     | 0.96784      | 735.56             | 14.223                  |
| 1 atm  | 101,325     | 1.01325       | 1.0332          | ≡ 1 atm      | 760                | 14.696                  |
| 1 torr | 133.322     | 1.3332×10−3   | 1.3595×10−3     | 1.3158×10−3  | ≡ 1 Torr; ≈ 1 mmHg | 19.337×10−3             |
| 1 psi  | 6,894.76    | 68.948×10−3   | 70.307×10−3     | 68.046×10−3  | 51.715             | ≡ 1 lbf/in2             |

مثال:  ۱Pa = ۱ N/m۲  = ۱۰−۵ bar  = ۱۰/۱۹۷×۱۰−۶ at  = ۹/۸۶۹۲×۱۰−۶ atm

یادآوری:  mmHg نماد میلی‌متر جیوه است.